# Legislatura 2025–2029 (Republica Moldova)
Parlamentul Republicii Moldova de legislatura a XII-a va fi constituit după alegerile parlamentare din 28 septembrie 2025 și va legifera în Republica Moldova pe durata unui mandat de 4 ani.

## Context
Parlamentul Republicii Moldova de legislatură a XII-a va fi constituit în urma ședinței de constituire ce va avea loc după validarea rezultatelor alegerilor parlamentare din 28 septembrie 2025. La ședința de constituire a noului Parlament este de așteptat să participe președintele Republicii Moldova, președintele Curții Constituționale, decanul de vârstă (în calitate de președinte interimar al ședinței), deputații nou-aleși, precum și distinși reprezentanți ai corpului diplomatic și ai presei.
Componența nominală a fracțiunilor parlamentare, precum și alegerea conducerii Parlamentului (președinte și vicepreședinți), vor fi stabilite în cadrul părții a doua a ședinței de constituire. Datele oficiale privind repartizarea mandatelor vor fi actualizate după confirmarea rezultatelor finale de către Comisia Electorală Centrală și validarea acestora de către Curtea Constituțională.